# (1439) Vogtia
(1439) Vogtia es el asteroide número 1439 perteneciente al cinturón exterior de asteroides. Fue descubierto por el astrónomo Karl Wilhelm Reinmuth  desde el observatorio de Heidelberg, el 11 de octubre de 1937. Su designación alternativa es 1937 TE. Está nombrado en honor del astrónomo alemán Heinrich Vogt (1890-1968).

## Características orbitales
Vogtia forma parte del grupo asteroidal de Hilda.